# وسواسی (فیلم)
وسواسی (Chi-hwa-seon، چی-هوآ-سون) (شناخته شده به آتش نقاشی‌شده، ضربه‌های آتشین یا مستی با زنان و شعر) یک درام کره‌ای ساخته سال ۲۰۰۲ به کارگردانی ایم کوان-تا دربارهٔ زندگی چانگ سونگ-اوپ (با نام هنری معروف به اوه وون) نقاش قرن نوزدهم اهل کره می‌باشد.
وسواسی در بیست و سومین دوره مراسم جایزه فیلم اژدهای آبی، برنده سه جایزه اصلی شامل بهترین فیلم، بهترین کارگردان و بهترین فیلمبرداری شد.
همچنین در جشنواره فیلم کن ۲۰۰۲ این فیلم نامزد دریافت نخل طلا بود و ایم کوان-تا در پنجاه و پنجمین دوره جشنواره فیلم کن برنده جایزه بهترین کارگردانی شد.

## داستان
فیلم با صحنه تعجب و بدگمانی هنرمند (اوه وون)، نسبت به توجه و شور زایدالوصفی که یک کلکسیونر آثار هنری اهل ژاپن نسبت به آثار او از خود نشان می‌دهد آغاز می‌گردد. در ادامه جوانی وی و وجود هنر و استعداد شگرف خدادادی در طراحی وی نشان داده می‌شود. وی روزگار را به ولگردی و آوارگی و تقلید از آثار هنری دیگران می‌پردازد؛ اما کم‌کم در صدد بر می‌آید سبکی از خود ایجاد نموده و راه خویش بپیماید…
همه اینها در حالی روی می‌دهد که مردم ستمدیده کره در حال تلاش برای احقاق حقوق تاریخی خود از پادشاهان مستبد حاکم بر آن کشور، و نیز جلوگیری از اشغال کشورشان توسط دو قدرت استعماری چین و ژاپن آن روزگار هستند که هر یک می‌کوشد کره را به مستعمره رسمی خود بدل سازد. (اتفاقی که مدتی پس از مقطع زمانی مورد اشاره در فیلم، رسماً رخ داده و ژاپن موفق می‌شود در ۱۹۱۰ کره را به خاک خود ضمیمه سازد)